# نوجينت لو روترو
نوجينت لو روترو هي بلدة تقع في إقليم أور ولوار في شمال فرنسا.
هي مديرية تقع على نهر هويسن، على بُعد 56 كيلومترًا غرب شارتر على الطريق السريع الوطني RN23، و150 كيلومترًا جنوب غرب باريس، وترتبط بها عبر السكك الحديدية والطرق السريعة. كانت سابقًا عاصمة بيرش، حيث كان الكونت يعيش في قلعة سان جان الرائعة التي تعود إلى العصور الوسطى، والتي لا تزال تُهيمن على المدينة من هضبة تحمل الاسم نفسه.